# سیستانی‌های گلستان
سیستانی‌های گلستان گروهی از مردم سیستانی می‌باشند که در گلستان سکنی گزیده‌اند. این گروه به دلایل متعددی از سیستان به گلستان مهاجرت کرده‌اند.
سیستانی‌های ساکن استان گلستان فرهنگ و زبانشان همانند سیستانی‌های دیگر می‌باشد.

## پیشینه
به موجب قراردادهای پاریس و گلداسمیت، قسمت بزرگی از سیستان با جمعیت ساکن در آن به افغانستان واگذار شد.اما مردم سیستان دسته دسته وارد سیستان که متعلق به ایران بود شدند. انبوه جمعیتی که به سرحدات ایران بازگشتند با وضعیت بحرانی مواجه شدند؛ زیرا تمام مال و اموال خود را در آن سوی مرز رها نموده و به وطن بازگشته بودند و خشکسالی حاکم بر سرزمین سیستان این مشکلات را مضاعف می‌نمود.این انبوه جمعیت افزون بر خشکسالی برای سیستان معضلی شده بود، بنابراین اقوام سیستانی مجبور به مهاجرت به مناطق شمالی کشور شدند.

## دین و مذهب
سیستانی‌های استان گلستان نیز همچون سایر سیستانی‌ها مسلمان و پیرو مذهب تشیع هستند.